# Libano ai Giochi paralimpici
Il Libano è presente ai Giochi paralimpici estivi dall'edizione che si tenne nel 2000 a Sydney, in cui ha partecipato con 2 atleti nella disciplina dell'atletica leggera paralimpica. Da allora ha partecipato ad ogni edizione delle Paralimpiadi estive tranne quella di Atene del 2004 e quella di Rio de Janeiro del 2016, vincendo le prime due medaglie nel 2008, con i due bronzi di Edward Maalouf nel ciclismo. Non ha mai partecipato ai Giochi paralimpici invernali.

## Medagliere

### Giochi paralimpici estivi
| Giochi       | Oro | Argento | Bronzo | Totale | Pos. |
| ------------ | --- | ------- | ------ | ------ | ---- |
| Sydney 2000  | 0   | 0       | 0      | 0      | -    |
| Pechino 2008 | 0   | 0       | 2      | 2      | 58°  |
| Londra 2012  | 0   | 0       | 0      | 0      | -    |
| Tokyo 2020   | 0   | 0       | 0      | 0      | -    |
| Parigi 2024  | 0   | 0       | 0      | 0      | -    |
| Totale       | 0   | 0       | 2      | 2      | 121° |